# Djactadou (Ngaoutere)
Djactadou (ou Ngaoutere) est un village du Cameroun situé dans la région de l'Adamaoua et le département du Faro-et-Déo. Il fait partie de la commune de Tignère.

## Population
En 1971, Djactadou comptait 979 habitants, principalement Mboum.
Lors du recensement de 2005, le village comptait 2 139 personnes, 1100 de sexe masculin et 1039 de sexe féminin.